# Genrih Vasziljevics Novozsilov
Genrih Vasziljevics Novozsilov (oroszul: Генрих Васильевич Новожилов; Moszkva, 1925. október 27. – 2019. április 28.) szovjet-orosz repülőmérnök és repülőgéptervező. Fontos szerepet játszott az Iljusin tervezőiroda több modelljének a létrehozásában. 1970-2005 között az Iljusin tervezőiroda vezetője volt.

## Életrajza
Moszkvában született 1925-ben. Apja mérnök katonatiszt, anyja szintén hivatásos katona volt.  A második világháború alatt, 1942-ben Penzába evakuálták, ott fejezte be az általános iskola 9. osztályát. 1943-ban visszatért Moszkvába, ahol beiratkozott a Moszkvai Repülési Intézetbe (MAI). Diákként a MAI-n részt vett folyékony hajtóanyagú rakétahajtóművekkel folytatott kísérletekben. 1949-ben végezte el a MAI-t repülőmérnökként, de már 1948 júliusában gyakornokként az Iljusin tervezőirodába (OKB–240) vezényelték, ahol Szergej Iljusin személyes felügyelete alatt dolgozott a többi gyakornokkal együtt. Miután 1949-ben a tervezőirodánál főállású munkatárs lett, a repülőgéptörzsek tervezéséért felelős csoportba osztották be. A tervezőirodánál  ebben az időszakban folyt az Il–28-as frontbombázó és az Il–14-es utasszállító fejlesztése és sorozatgyártásának előkészítése. Novozsilov részt vett az Il–14-es, az Il–40 és az Il–54 tervezésében is. Novozsilov tehetségére hamar felfigyeltek. Az Il–54-es tervezésénél a tervkoncepció kidolgozását irányító mérnök. 1956–1958 között a tervezőiroda üzemi pártbizottságának a titkára is volt. Első jelentős nagy projektje az Il–18-as utasszállító volt, ahol a főkonstruktőr helyetteseként vett részt a gép fejlesztésében.
1964-ben a tervezőiroda vezetőjének, Iljusinnak az első helyettesévé nevezték ki. E minőségében feladata akkor az Il–62 utasszállító sorozatgyártásának a megszervezése volt. Ezért a munkáért a tervezőcsoport Lenin-rendet kapott 1970-ben.
Szergej Iljusin nyugállományba vonulása után, 1970. július 28-án Novozsilovot nevezték ki az Iljusin tervezőiroda vezetőjévé. Novozsilov vezetése idején készítette el az Iljusin tervezőiroda az Il–102, Il–76, Il–86, Il–96 és az Il–114-es gépeket.
2005-ben vonult nyugállományba. Ezt követően az Iljsuin vállalat főtanácsadója volt.
1979-től a Szovjet Tudományos Akadémia levelező tagja, majd 1984-től az akadémia rendes tagja.